# Miočić
Miočić (in italiano anche Miocich, desueto) è una frazione della città croata di Dernis.